# Гунілла Юганссдоттер
Гунілла Бельке, уроджена Гунілла Юганссдоттер (швед. Gunilla Bielke, Gunilla Johansdotter 25 червня 1568, Лільєста, Естерйотланд — 19 липня 1597, Замок Броборг, Естерйотланд) — друга дружина шведського короля Югана III (його консорт в 1585–1592 роках). 

## Біографія
Гунілла (сама називала себе Гуннел) Юганссдоттер була нащадком старовинного шведського аристократичного роду Бельке аф Окере. Її батьки — батько Юган Аксельссон Бельке (пом. 1576) і мати Маргарета Аксельдоттер Поссе померли, коли Гунілла була ще дитиною. Після цього дівчинка росла при королівському дворі. Коли король Швеції Юган III після смерті своєї першої дружини Катаріни Ягеллонки вирішив знову одружитися, його вибір припав на 16-річну красуню-блондинку Гуніллу. 
Шлюбу вже немолодого Югана з Гуніллою не бажали як найближчі родичі короля, так і сама дівчина. Особливо незадоволений був брат Югана, Карл (майбутній король Швеції Карл IX) що бажав, щоб король вибрав собі в дружини принцесу з-за кордону. Крім цього, Гунілла була вже заручена з молодим дворянином Пером Йонссоном Лільеспарре і не бажала порушувати даного йому слова. Однак під натиском родичів дівчина врешті-решт прийняла сватання короля. Весілля відбулося в лютому 1585 року в замку міста Вестерос. Принц Карл в ньому участі не взяв. 
Гунілла Бельке була особистістю з сильним характером. Фанатична прихильниця протестантизму, вона доклала чимало свого впливу для того, щоб Юган III, що схилявся до католицизму, залишався послідовником лютеранської церкви. Після смерті чоловіка в 1592 році Гунілла деякий час залишається в королівському замку Стокгольма і бореться за збереження за собою належної їй частини спадщини. Тут її інтереси зіткнулися з вороже налаштованим по відношенню до неї принцом Карлом. Гунілла також мала ворога в особі Анни Австрійської, дружини Сигізмунда III Вази, сина Югана III від першого шлюбу і короля Польщі, з якою мала також і релігійні розбіжності (Анна була ревною католичкою). Після того як Анна звинуватила Гуніллу в тому, що вона опанувала частиною палацового майна під час поїздки її з Сигізмундом в 1593 році в Польщі, Гунілла їде зі шведської столиці і живе в замку Броборг в своїй рідній провінції Естерйотланд, якою правив її єдиний син, герцог Юган Естерйотландський (1589–1618). Похована в Уппсальському соборі. 